# Brigida Lorenzani
Brigida Lorenzani (née en 1804 à Brescello, morte le 9 mars 1881 à Lucques) est une contralto italienne.

## Biographie
Lorenzani commence à chanter professionnellement en 1820 et commence rapidement à se produire à La Scala de Milan. Elle joue le rôle de Zomira dans Ricciardo e Zoraide en 1822. Elle est considérée comme une rivale de Benedetta Rosmunda Pisaroni. 
Le compositeur allemand Giacomo Meyerbeer crée le rôle de Felicia dans Il crociato in Egitto pour Lorenzani, qui joue dans la première à La Fenice en 1824. Plus tard cette année-là, elle joue Mirteo dans la première de Nitocri au Teatro Regio de Turin. Lorenzani est associée aux œuvres de Saverio Mercadante et Giovanni Pacini notamment.
Elle se retire très tôt de la scène, car elle doit s'occuper de son mari, le docteur Frediano Nerici, gravement malade.

## Création de rôles
- Enrico dans Egilda di Provenza de Stefano Pavesi (Venise, Teatro la Fenice, 26 décembre 1823)
- Valtero dans Ilda d'Avenello de Francesco Morlacchi (Venise, Teatro la Fenice, 27 janvier 1824)
- Felicia dans Il crociato in Egitto de Giacomo Meyerbeer (Venise, Teatro la Fenice, 7 mars 1824)
- Agide dans Aspasia e Agide (it) de Giuseppe Nicolini (Milan, Teatro alla Scala, 8 mai 1824)
- Mirteo dans Nitocri de Saverio Mercadante (Turin, Teatro Regio, 26 décembre 1824)
- Teuzzone dans Teuzzone de Giuseppe Nicolini (Turin, Teatro Regio, 22 janvier 1825)
- Varo dans Erode de Saverio Mercadante (Venise, Teatro la Fenice, 27 décembre 1825)
- Idamore dans Il paria de Michele Carafa (Venise, Teatro la Fenice, 4 février 1826)
- Corrado dans Caritea, regina di Spagna de Saverio Mercadante (Venise, Teatro la Fenice, 21 février 1826)
- Zeidar dans Elvida de Gaetano Donizetti (Naples, Teatro San Carlo, 6 juillet 1826)
- Poro dans Alessandro Nell'Indie de Giovanni Pacini (Milan, Teatro della Scala, 26 décembre 1826)
- Leodato dans Gli arabi nelle Gallie (it) de Giovanni Pacini (Milan, Teatro alla Scala, 8 mars 1827)
- Elvira dans Il montanaro (it) de Saverio Mercadante (Milan, Teatro alla Scala, 16 avril 1827)
- Fernando dans Il Colombo de Francesco Morlacchi (Gênes, Teatro Carlo Felice, 28 juin 1828)
- Wilfredo dans Ivanhoe de Giovanni Pacini (Venise, Teatro la Fenice, 19 mars 1832)
- Guglielmo dans Ricciarda de Edimburgo de Cesare Pugni (Trieste, Teatro Grande, 29 septembre 1832)